# قلنسوة تيودور
قلنسوة تيودور (بالإنجليزية:  Tudor bonnet)‏ (يشار إليها أيضًا بقلنسوة الطبيب أو القبعة المستديرة) هي قبعة تقليدية ذات حواف مستديرة وناعمة، مع شرابة معلقة من حبل يطوق القبعة كما يوحي الاسم. كانت هذه القلنسوة تُرتدى وتحظى بشعبية في إنجلترا وأماكن أخرى خلال عصر تيودور. 
اليوم ترتبط هذه القلنسوة بقوة مع التقاليد الأكاديمية. عادة ما يتم ارتداؤها بكونها جزءا من اللباس الأكاديمي من قبل صاحب البحث أو المشرفين. قد يرتديها أيضًا شخص مُنح درجة الدكتوراه الفخرية. في بعض المؤسسات التعليمية، تميز هذه القلنسوة موظفي الجامعة، مثل رئيس اتحاد طلبة وأعضاء مجلس الجامعة.  
تعتبر القلنسوة في العديد من المؤسسات التعليمية لباس تقليدي لأعضاء هيئة التدريس. كما أن هناك أنواع أخرى من القبعات مخصصة للكليات الدينية.

## روابط خارجية
- جمعية بورغون، مكرسة لدراسة اللباس الأكاديمي